# Squalus hemipinnis
Squalus hemipinnis är en hajart som beskrevs av White, Last och Yearsley 2007. Squalus hemipinnis ingår i släktet Squalus och familjen pigghajar. IUCN kategoriserar arten globalt som nära hotad. Inga underarter finns listade i Catalogue of Life.